# La redenzione di Sierra Jim
La redenzione di Sierra Jim (Sierra Jim's Reformation) è un cortometraggio muto del 1914 diretto da John B. O'Brien.
Prodotta dalla Majestic Motion Picture Company e distribuita dalla Mutual Film, la pellicola uscì nelle sale il 7 settembre 1914.

## Produzione
Il film fu prodotto dalla Majestic Motion Picture Company.

## Distribuzione
Distribuito dalla Mutual Film, il film - un cortometraggio in una bobina - uscì nelle sale cinematografiche USA il 7 settembre 1914.